# جائحة فيروس كورونا في سبتة
توثق هذه المقالة آثار جائحة فيروس كورونا 2019-2020 في سبتة ذاتية الحكم حبيسة داخل التراب المغربي، وقد لا تتضمن جميع الاستجابات والتدابير والإجراءات الرئيسية حتى الآن.

## خلفية
في 12 يناير 2020، أكدت منظمة الصحة العالمية عن ظهور فيروس كورونا المستجد كسبب للمرض التنفسي الذي أصاب مجموعة من الأشخاص في مدينة ووهان، مقاطعة خوبي، الصين، إذ أُبلغ عنهم إلى منظمة الصحة العالمية في 31 ديسمبر 2019. كانت نسبة الوفيات بين الحالات المُشخصة بكوفيد-19 أقل بكثير من جائحة فيروس سارس في عام 2003، لكن انتقال العدوى كان أكبر، والوفيات أيضًا.

## الجدول الزمني
في 10 مارس، وصل رجل من شبه الجزيرة الإيبيرية إلى سبتة مع أعراض الفيروس التاجي الجديد، وتم نقله إلى المستشفى ليظل تحت الملاحظة لمدة 5 أيام. بعد اختباره في 13 مارس، كان الرجل إيجابيًا لـ كوفيد-19.
بحلول 4 أبريل، أكدت المنطقة 83 حالة من كوفيد-19، مع بقاء 74 في المنزل (تعافى 2 منهم حتى الآن)، و 7 حالات في المستشفى، و 2 حالة وفاة.